# Пеячевичи
Представителите на фамилията Пеячевичи са наследници на стария род на босненски хървати Кнежевичи-Парчевичи. Началото на фамилията е поставено в Босна в края на XIV в. Името на фамилията произлиза от владетелския замък „Пеячево“.
В началото на XVIII в. кралят на Унгария и Хърватия Карл VI удостоява с кралска грамота, баронска титла и фамилен герб Георги Пеячевич и братята му Никола, Иван и Марко. Около 1772 г. фамилията Пеячевич е зачислена към хърватската висша аристокрация и кралица Мария Терезия я удостоява с наследствена графска титла и право на герб в две форми – малка и тържествена.
Сегашните наследници на фамилията Пеячевич водят своето потекло от брата на Георги – проф. Марко Пеячевич. Техните права, титли и привилегии се потвърждават с кралски, а по-късно и с императорски укази от двореца във Виена. През ХІХ век фамилията е сред най-влиятелните родове на хърватската и словенската аристокрация. 

## Гербове
Гербът на рода Пеячевичи е в две форми – малка и тържествена.
Гербът в малката форма е разработен върху френски щит; в средата на щита е представен коронован със златна корона сребърен стълб, върху короната нашлемник – черен орел, който в десния си крак държи меч, в левия кълбо с кръст(символ на земната власт на владетеля) и в клюна лотарингски кръст; от двете страни на стълба обърнати срещуположно два въоръжени лъва, всеки от които държи в десния преден крак извита сребърна сабя от източен тип; над щита, обърнат в полупрофил надясно, сребърен турнирен шлем със златна решетка и златна корона, от която излиза нашлемник -същият орел, който виждаме изобразен и в щита; от шлема се спуска намет, оцветен в дясната половина в синьо-златно, а в лявата в червено-сребърно.
Символиката на тържествения герб в централната си част е същата, но композицията е различна. Тук гербът е разработен в испански щит, като полето е обградено с червено-златно ромбиран бордюр; над щита от същия тип и оцветяване; на короната на всеки един от шлемовете е поставен нашлемник - по един от основните символи- в десния обърнат наляво коронован лъв със сабя в левия преден крак, в средния орелът и в десния коронованият стълб; вместо намет, шлемовете от синя мантия, която от вътрешната страна е оцветена в дясната част в златно, а в лявата – в сребърно.

## Представители
- Димитър (Димитър Иванов Пеячевич) – вторият син на Гиони Парчевич и внук на Никола II Парчевич се счита за основоположник на фамилния род Пеячевичи.
- Димитър има пет деца – Фердинанд, Ладислав, Марко, Матей и Петър.
- Матей Пеячевич, загинал по време на Чипровското въстание, е баща на известния водач на въстанието – Георги Пеячевич. Матей Пеячевич е женен за Агата Кнежевич.
- Георги Пеячевич е представителят на фамилията, оставил значими следи в българската история. Той е един от водачите на Чипровското въстание през 1688 г. Австрийският император Карл VI го удостоява с баронска титла заедно с неговите братя Никола, Иван и Марко.
- Марко Пеячевич e братовчед (или чичо) на Георги Пеячевич, викарий на Българската католическа провинция по време на Чипровското въстание. Учил в град Перуджа, Италия, около 1676 г. Той също участва активно във въстанието и след неговото потушаване заедно с други чипровски духовници първоначално се настанява в манастира „Св. Мариам Ниграм“ в Карансебеш. През 1693 г. се премества в Сибиу, а след това става игумен на манастира „Свети Франциск“ до влашката столица Търговище.[2]

Потомството по мъжка линия на Георги Пеячевич е прекъснато със смъртта на внука му Георги, починал през 1769 г. в Любляна.
От семейството на брата на Георги Пеячевич – Никола, произхожда:
- проф. Яков Пеячевич – духовник, преподавател, професор по философия.

Иван Пеячевич, другият брат на Георги Пеячевич, има седем деца, но Франц Ксавер е последният представител от неговия клон:
- проф. Франьо Ксавиер Пеячевич - духовник, професор по философия, член на йезуитския орден, историк и писател, професор във Виена и Любляна, ректор в Линц, Загреб, Печ, Пожега, ректор на университета в Грац.

Днешното графско семейство Пеячевич води потеклото си от Марко Пеячевич, другия брат на Георги Пеячевич. Известни наследници от този клон са:
- проф. Иван Пеячевич – професор по философия, ръководител на катедра в Линц и Виена, канцлер на университета в Грац и ректор на колегиумите в Загреб, Печ и Пожега.
- Карой Пеячевич – издава през 1767 г. изследване върху дипломатическото изкуство.
- проф. Марко Пеячевич става първи велик сремски жупан.
- проф. Матей Ксавиер Пеячевич - доктор по теология и философия, преподавател и професор в Загреб, Търнава, Любляна, Виена, Грац, автор на рeдица трудове по теология и история.
- граф Антон III Пеячевич-Вировитички завършил австрийската военна академия и зачислен в кирасирски полк, отличил се със своята храброст и пълководски качества по време на Австро-турската война през 1789 г., когато като командир на полк нанася тежко поражение на турците при Червения поток и за това е награден с рицарски кръст на ордена „Мария Терезия“, през 1793 г. е произведен в чин генерал-майстор, а в 1801 г. в подмаршал.
- граф Петър Пеячевич -Вировитички заема два пъти поста велик вировитички жупан, министър на Хърватско, просветен деятел, носител на най-високи отличия, между които рицар на „Златното руно“, рицар на ордена „Леополд“, „Желязната корона“ I клас, и др.
- граф Ладислав Пеячевич cтарши - първи кралски таен съветник, бан на Хърватско, Славония и Далмация.
- граф Гаврил Пеячевич се кандидатира за княз на България след Освобождението.
- граф Юлиян Пеячевич подробно описва родословието на фамилията и го предоставя на Константин Иречек, благодарение на него до нас достигат сведения за Петър Парчевич и за Чипровското въстание.
- Дора Пеячевич – хърватски композитор.